# Anthoathecata

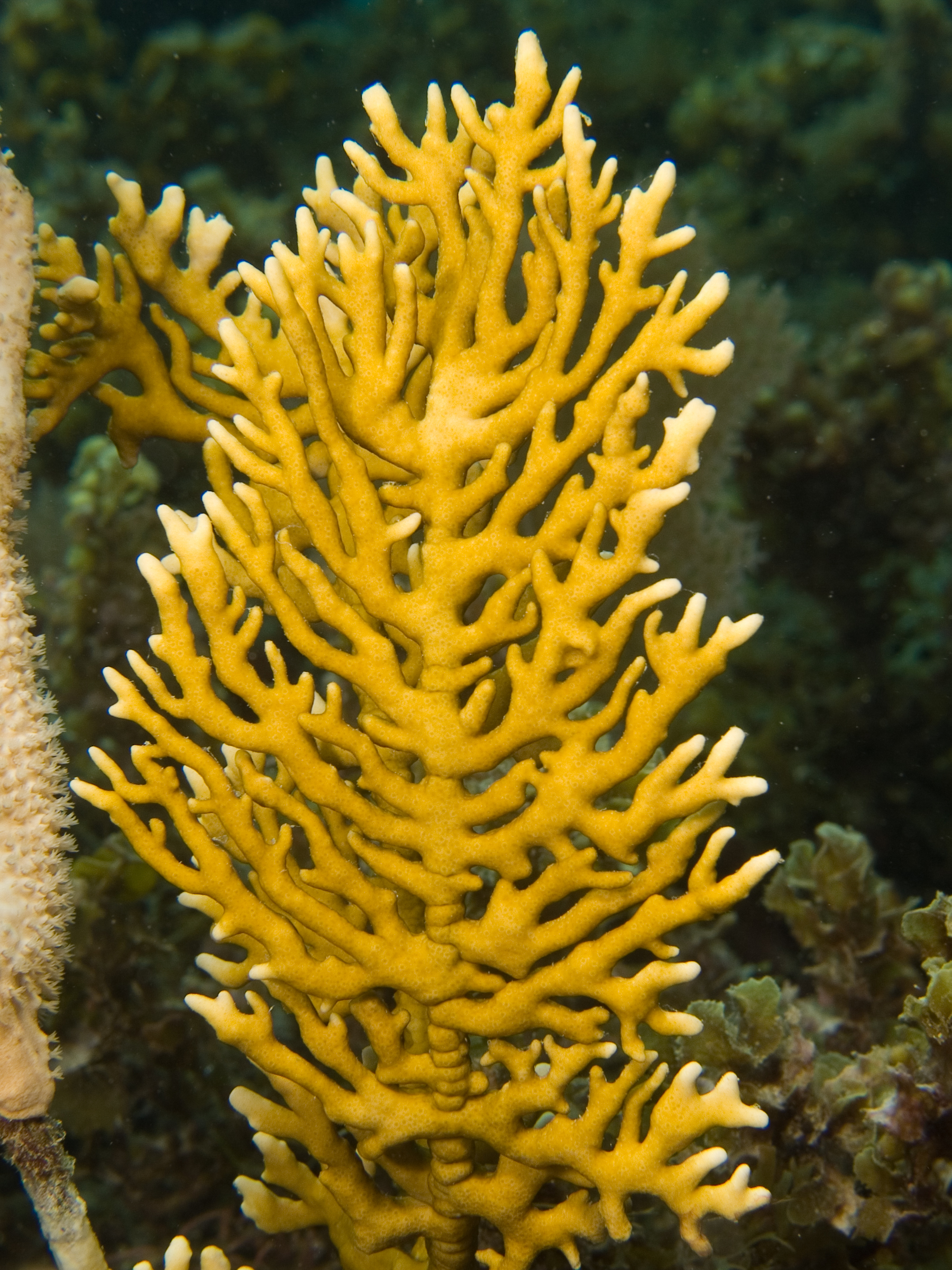
Millepora alcicornis, o coral de fuego, es un hidroide colonial del suborden Capitata

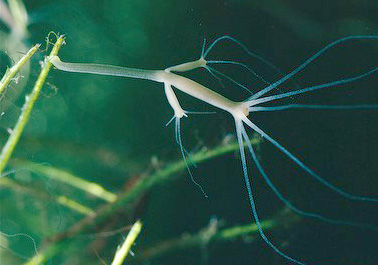
Hydra oligactis es una especie común de agua dulce

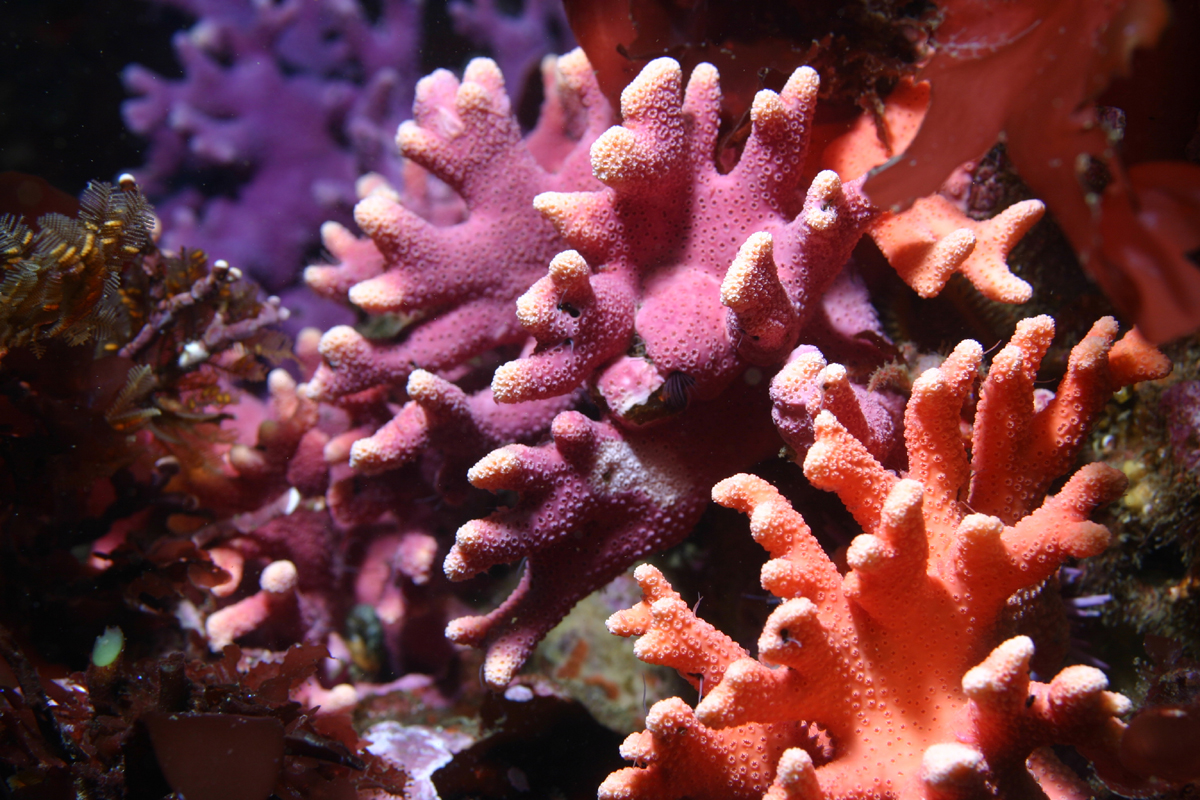
Colonias del hydrocoral Stylaster californicus con coloraciones diferentes, en Carmel, EE. UU.

Las antoatecadas (Anthoathecata) o antomedusas (Anthomedusae) son un orden de cnidarios de la clase Hydrozoa, aunque a veces se consideran un suborden del orden Hydroida. Su aspecto, filiforme y muy ramificado, recuerda al de algunos vegetales; no obstante, se trata de animales. 

## Descripción
Se trata de formas coloniales que segregan una estructura ramificada común sobre la que se implantan. Existe una división funcional entre los individuos o zooides, que comprenden la colonia; algunos se dedican a funciones alimentarias, y son conocidos como gastrozoides o trofozoides; otros, son defensivos, los dactilozoides, erizados de cnidocitos; y otros, los activos reproductivamente, son los denominados gonozoides.
Los caracteres diagnósticos del grupo son dos:
- la carencia de teca en los pólipos, esto es, que son atecados
- la presencia de tentáculos de morfología variada, de filiformes a capitados.

Su hábitat preferente es el marino; aunque hay géneros como Hydra que son propios de agua dulce. Algunas especies suelen disponerse en bordes rocosos a poca profundidad, bien batidos por el oleaje. Otras forman praderas, y, en otras ocasiones, como muchos corales de la familia Stylasteridae, habitan en montañas marinas, a profundidades de hasta 5.000 metros.
La distribución geográfica de los representantes del grupo incluye todos los océanos y latitudes, desde aguas polares a tropicales.

## Taxonomía
Anthoathecata comprende las siguientes familias, agrupadas en tres subórdenes, y dos, o tres, géneros con especies existentes que conforman un grupo incertae sedis:
| - - Anthoathecata incertae sedis - Género Bibrachium Stechow, 1919 - Género Saccohydra Billard, 1914 - Género Microstoma Lesson, 1830 (nomen dubium) - - Suborden Aplanulata - Familia Acaulidae Fraser, 1924 - Familia Boeromedusidae Bouillon, 1995 - FamilIa Boreohydridae Westblad, 1947 - Familia Candelabridae Stechow, 1921 - Familia Corymorphidae Allman, 1872 - Familia Hydridae Dana, 1846 - Familia Margelopsidae Uchida, 1927 - Familia Paracorynidae Picard, 1957 - Familia Protohydridae Allman, 1888 - Familia Tubulariidae Goldfuss, 1818 - - Suborden Capitata - Familia Asyncorynidae Kramp, 1949 - Familia Capitata incertae sedis - Familia Cladocorynidae Allman, 1872 - Familia Cladonematidae Gegenbaur, 1857 - Familia Corynidae Johnston, 1836 - Familia Halimedusidae Arai & Brinckmann-Voss, 1980 - Familia Hydrocorynidae Rees, 1957 - Familia Milleporidae Fleming, 1828 - Familia Moerisiidae Poche, 1914 - Familia Pennariidae McCrady, 1859 - Familia Porpitidae Goldfuss, 1818 - Familia Pseudosolanderiidae Bouillon & Gravier-Bonnet, 1988 - Familia Rosalindidae Bouillon, 1985 - Familia Solanderiidae Marshall, 1892 - Familia Sphaerocorynidae Prévot, 1959 - Familia Teissieridae Bouillon, 1978 - Familia Tricyclusidae Kramp, 1949 - Familia Zancleidae Russell, 1953 - Familia Zancleopsidae Bouillon, 1978 | - - Suborden Filifera - Familia Australomedusidae Russell, 1971 - Familia Axoporidae Boschma, 1951 (extinta) - Familia Balellidae Stechow, 1922 - Familia Bougainvilliidae Lütken, 1850 - Familia Bythotiaridae Maas, 1905 - Familia Clathrozoellidae Peña Cantero, Vervoort & Watson, 2003 - Familia Cordylophoridae von Lendenfeld, 1885 - Familia Cytaeididae L. Agassiz, 1862 - Familia Eucodoniidae Schuchert, 1996 - Familia Eudendriidae L. Agassiz, 1862 - Familia Filifera incertae sedis - Familia Heterotentaculidae Schuchert, 2010 - Familia Hydractiniidae L. Aggasiz, 1862 - Familia Jeanbouilloniidae Pagès, Flood & Youngbluth, 2006 - Familia Magapiidae Schuchert & Bouillon, 2009 - Familia Niobiidae Petersen, 1979 - Familia Oceaniidae Eschscholtz, 1829 - Familia Pandeidae Haeckel, 1879 - Familia Proboscidactylidae Hand & Hendrickson, 1950 - Familia Protiaridae Haeckel, 1879 - Familia Ptilocodiidae Coward, 1909 - Familia Rathkeidae Russell, 1953 - Familia Rhysiidae (Hickson & Gravely, 1907) - Familia Similiclavidae Calder, Choong & McDaniel, 2015 - Familia Stylasteridae Gray, 1847 - Familia Trichydridae Hincks, 1868 - Familia Tubiclavoididae Moura, Cunha & Schuchert, 2007 |